# مقابلة الرامزة

الترابط القاعدي بين قواعد ضد الكودون (بالأحمر) للرنا الناقل للألانين مع الرامزة GCC للرنا الرسول.

مقابلة الرامزة أو ضد الكودون أو مضاد الشفرة (بالإنجليزية: Anticodon)‏  هي وحدة مكونة من من ثلاث نوكليوتيدات لدى الرنا الناقل تتكامل مع ثلاث قواعد لرامزة في الرنـا الرسول، يحتوي كل رنا ناقل على مقابلة رامزة مميزة عبارة تسلسل ثلاثي يمكن أن يشكل زوج قاعدي متكامل مع رامزة أو أكثر لحمض أميني.
يمكن لبعض مقابلات الرامزات أن تترابط مع أكثر من رامزة نتيجة ظاهرة تسمى ترابط ووبل، عادة أول نوكليوتيد من ضد الكودون هو نوكليوتيد لا يتواجد في الرنا الرسول: كمثال الإينوسين الذي يمكنه الترابط بروابط هيدروجينية مع أكثر من قاعدة في وضعية الكودون المذكورة :29.3.9، أمر شائع في الشيفرة الجينية أن يتم تشفير حمض أميني واحد بكل النوكليوتيدات الأربعة في الوضعية الثالثة، أو على الأقل بواسطة كلا البيريميدينين أو البيورينين: على سبيل المثال يشفر الحمض الأميني غليسين بكل من الرامزات: GGA ،GGC ،GGU وGGG، تظهر نوكليوسيدات معدلة أخرى في الوضعية الأولى من مقابلة الرامزة التي تعرف أحيانا 'بوضعية ووبل' ما ينتج عنه تغييرات غير ملحوظة في الشيفرة الجينية كمثال على ذلك الميتوكندريون.
لتوفير توافق بين كل رامزة تخص حمضا آمينيا معينا والرنا الناقل الخاص به يجب أن يتوفر لدى الخلية 61 نوعا من جزيئات الرنا الناقل لأنه تتواجد 61 رامزة اتجاه في الشيفرة الجينية المعيارية، إلا أن الكثير من الخلايا تحتوي أقل من 61 نوعا من الرنا الناقل لأن قواعد ووبل يمكنها الارتباط مع العديد -وليس بالضرورة كل- الرامزات التي تشفر حمضا أمينيا معينا. الحد الأدنى المطلوب لترجمة كل الـ 61 رامزة اتجاه هو 31 رنا ناقل، وأكبر عدد تم مشاهدته هو 41 رنا ناقل.

## بنية

الرنا الناقل للألانين لدى الخميرة، نوكليوسيدات ضد الكودون بالأحمر (إينوسين، غوانوسين، سيتيدين) في الاتجاه 5'-->3'. في الوضعية 37 يوجد النوكليوسيد المعدل m^{1}I.

يتوافق ضد الكودون للرنا الناقل مع الوضعيات 35،34 و36 من تسلسله ويتموضع على حلقة في بنيته مقابلا النهاية 3'-OH أين يكون الحمض الأميني مؤسترا، أثناء الترجمة تترابط قاعدة الوضعية 34 من ضد الكودون مع القاعدة الأخيرة من الرامزة المشفرة للحمض الأميني. وفي هذه الوضعية تختلف مختلف الرامزات المترادفة المشفرة لنفس الحمض الآميني، وذلك للسماح لنفس الرنا الناقل بالتعرف على العديد من هذه الرامزات المترادفة. غالبا ما تكون الوضعية 34 في ضد الكودون نوكليوسيدا معدلا مثل الإينوسين،
يحوي الرنا الناقل نوكليوسيدات معدلة في تسلسلاته وظيفتها على الأرجح الحفاظ على استقرار التفاعلات بين الكودون وضد الكودون على مستوى الريبوسوم كمثال يحتوي ضد الكودون للرنا الناقل لليسين3 البشري الذي يتكامل مع رامزات اليسين على النوكليوسيد 5-ميثوكسي كربونيل ميثيل،2-ثيو يوريدين (mcm5s2U) في الوضعية 34 (ووبل).